# Mircea Vodă (Brăila)
Pour les articles homonymes, voir Mircea Vodă.
Mircea Vodă est une commune roumaine située dans le județ de Brăila.